# マキノノゾミ
マキノ ノゾミ（1959年9月29日 - ）は、日本の男性俳優・劇作家・脚本家・演出家である。劇団M.O.Pを主宰するとともに、オフィス・マキノに所属している。本名は牧野 望。

## 来歴・人物
静岡県浜松市出身。浜松日体高等学校、同志社大学文学部卒業。
1984年、劇団M.O.Pを結成。同年つかこうへい作『熱海殺人事件』公演で旗揚げ。以後、役者として舞台に立つ傍ら演出もこなしている。近年は脚本家としての活動が多く、外部の舞台へも作・演出と幅広く活動する。
2002年後期のNHK連続テレビ小説『まんてん』の脚本を担当したことで広くその名を知られるようになった。
妻は劇団M.O.P.に所属した女優のキムラ緑子。2005年に一度それぞれの進む道のため離婚したが、2011年に復縁した。
血液型はB型。特技はピアノ。日本劇作家協会常務理事を務める。

## 受賞歴
- 1991年 十三夜会賞『ピスケン』
- 1993年 東筑紫学園戯曲賞『モンローによろしく』
- 1994年 第45回芸術選奨文部大臣新人賞『MOTHER』[4]
- 1994年 京都市芸術新人賞受賞『MOTHER』
- 1994年 大阪府舞台芸術奨励賞『青猫物語』『夏のランナー』
- 1997年 第49回読売文学賞受賞『東京原子核クラブ』[4]
- 1998年 第5回読売演劇大賞優秀作品賞『フユヒコ』
- 2000年 第4回鶴屋南北戯曲賞『高き彼物』[4]
- 2001年 第36回紀伊国屋演劇賞個人賞『黒いハンカチーフ』『赤シャツ』[4]
- 2001年 第8回読売演劇大賞優秀演出家賞＆作品賞『怒濤』
- 2002年 向田邦子賞ノミネート『ある日、嵐のように』
- 2008年 第15回読売演劇大賞優秀作品賞『殿様と私』
- 2010年 第28回京都府文化賞功労賞
- 2010年 第36回菊田一夫演劇賞『ローマの休日』[4]
- 2022年 第72回芸術選奨文部科学大臣賞『昭和虞美人草』[2]
- 2022年 紫綬褒章[5][6]

## 作品歴

### テレビドラマ
- CX「虹を架ける王妃」
- NHKドラマ館「疾風のように」
- NHK月曜ドラマシリーズ「ある日、嵐のように」（全10回）
- NHK連続テレビ小説「まんてん」(2002)
- 55歳からのハローライフ 第2話（2014年6月21日、NHK） - 石黒 役
- プラスティック・スマイル（2018年11月21日、NHK BSプレミアム） - 紬の父 役
- ミス・ジコチョー〜天才・天ノ教授の調査ファイル〜（2019年） - 天ノ真一
- NHK大河ドラマ「どうする家康」（2023年） - 平手政秀

### 映画
- 遠くでずっとそばにいる（2013年、D：長澤雅彦）※出演

### 劇団M.O.P.作品
- HAPPY MAN (1989、1991)
- HAPPY MAN2 上海大冒険 (1990、1994)
- HAPPY MAN異聞 (1990、1992)
- HAPPY MAN3 さよなら竜馬 (1990、1991)
- きらら浮世伝横内謙介作 (1991)※演出
- ピスケン (1991、1992)
- エンジェルアイズ (1992、1993)
- モンローによろしく (1993)
- オールディズ・バット・ゴールディーズ (1993、2003)
- 夏のランナー (1994、1998)
- 青猫物語 (1994、1996)
- ちゃっかり八兵衛 (1995、2000)
- ラビアンローズスィート (1995)
- KANOKO (1997)
- 遠州の葬儀屋 土田英生作 (1998) ※演出
- 最初の嘘と最後の秘密 (1999)
- サニーサイドウォーク (1999)
- 黒いハンカチーフ (2001)
- ジンジャーブレッドレディーはなぜアル中になったのか (2001)
- 虚飾の町に別れのキスを〈黒いハンカチーフ・L.A.ヴァージョン〉 (2004)
- 水平線ホテル (2005)
- ズビズビ。(2006)
- エンジェル・アイズ (2007)
- 阿片と拳銃 (2008)
- リボルバー (2009)
- 解散公演 さらば八月のうた (2010)

### 劇団M.O.P.外戯曲作品
- 「MOTHER」宮田慶子演出(1994)
- 「深川しぐれ」栗山民也演出(1997)
- 「フユヒコ」宮田慶子演出(1997)
- 「きららの指輪たち」山田和也演出(1998)
- 「本郷菊富士ホテル」栗山民也演出(1998)
- 「少年H」栗山民也演出(1999)
- 「ビギン・ザ・ビギン」栗山民也演出(2000)
- 「高き彼物」鈴木裕美演出(2000 - 2004)
- 「赤シャツ」宮田慶子演出(2001)
- 「おはつ」鈴木裕美演出(2004)
- 「浪人街」山田和也演出(2004)
- 「妻をめとらば」宮田慶子演出(2006〜2007)
- ミュージカル「ハレルヤ」鈴木裕美演出(2007)
- 文学座本公演「殿様と私-殿、踊りましょうぞ。-」西川信廣演出(2007)
- 扉座第39回公演「LOVE LOVE LOVE R36」茅野イサム・横内謙介演出(2007)
- 俳優座劇場プロデュース「東京原子核クラブ」宮田慶子演出(2008 - 2012)
- 恋愛喜劇「青猫物語」山田和也演出(2008)
- 劇団青年座＆劇団M.O.P.コラボレーション企画マキノノゾミ三部作「赤シャツ」・「MOTHER－君わらひたまふことなかれ」宮田慶子演出(2008)
- 劇団青年座第194回公演「赤シャツ」宮田慶子演出 九州公演(2009)
- 加藤健一事務所Vol.73 「高き彼物」高瀬久男演出(2009)
- 「ハッピー・マン〜1862上海大冒険」鈴木哲也脚色　磯村純演出(2010)
- 自転車キンクリートSTORE「富士見町アパートメント／ポン助先生」鈴木裕美演出(2010)
- 劇団青年座第198回公演「赤シャツ」宮田慶子演出(2010、2012)
- 文学座「殿様と私」西川信廣演出(2010 - 2011)
- 時代劇版「101回目のプロポーズ」鈴木哲也共同脚本 齋藤雅文演出(2012)
- 劇団青年座「横濱短編ホテル」　宮田慶子演出(2013)
- 文学座「殿様と私」 西川信廣演出(2013)
- 日本テレビ開局60年特別舞台「真田十勇士」 堤幸彦演出(2014、2016)
- 日本テレビ開局65年特別舞台「魔界転生」 堤幸彦演出(2018、2021)
- SIZUKO! QUEEN OF BOOGIE（2019年、2025年）
- 三浜文化会館演劇制作公演「でたらめな神話」土田英夫演出(2023)
- 日本テレビ開局70年特別舞台「西遊記」 堤幸彦演出(2023)（予定）

### 劇団M.O.P.外演出作品
- 「曲がり角の悲劇」 横内謙介作　(1995、本多劇場)
- 「どん底」 松田正隆作　(1997、世田谷パブリックシアター)
- 「怒濤」 森本薫作　(2001、新国立劇場)
- 「かもめ」 チェーホフ作　(2002、新国立劇場)
- 「美しきものの伝説」 宮本研作　(2004、紀伊国屋劇場)
- 「名は五徳」 川﨑照代作　(2004、俳優座劇場)
- 「マリー・アントワネット」 斉藤雅文作　(2004、新橋演舞場)
- 「写楽考」 矢代静一作　(2005、シアター1010)
- 「セパレート・テーブルズ」 テレンス・ラディガン作(2005、全労済ホールスペース・ゼロ)
- 「水曜日の食卓」(2006、アステールプラザ)
- 「夢のひと」　(2006、吹田メイシアター中ホール)
- 「マリー・アントワネット」 斉藤雅文作　(2006、大阪松竹座)
- 演劇集団キャラメルボックス「新・俺たちは志士じゃない」(2006)
- 「雪まろげ」(2007)
- 「夢のひと」 わかぎゑふ作　(2007、サンシャイン劇場ほか)
- 音楽劇「ぼんち」 わかぎゑふ作　(2008、紀伊國屋サザンシアター・新神戸オリエンタル・中日劇場)
- 「淋しのはお前だけじゃない」　蓬莱竜太脚本　(2011、赤坂ACTシアターほか)
- 「秘密はうたう　A Song at Twilight」 作：ノエル・カワード　(2011、紀伊國屋サザンシアターほか)
- リーディング「シリーズ恋文」vol.3 (2013、可児市文化創造センター)
- 「秘密はうたう　A Song at Twilight」 作：ノエル・カワード　(2013、千葉市民会館ほか)
- 「フリック」作：アニー・ベイカー（2016年10月、新国立劇場小劇場） [7]

### 劇団M.O.P.外戯曲、演出
- 「東京原子核クラブ」(1997・東京国際フォーラム、1999・パルコ劇場ほか)
- 「新・曽根崎心中」(1998、吹田メイシアター)
- 「熊谷真美ひとり芝居－熊谷突撃商店－」(1998、シアタートップスほか)
- ABCミュージカル「火の鳥」(2000、大阪松竹座)
- 「実を申せば」(2003、パルコ劇場)
- 音楽劇・モダン出世双六「天国を見た男」(2006、東京芸術劇場中ホール・名鉄ホール・シアタードラマシティ)
- 新橋演舞場公演「ナツひとり－届かなかった手紙－」橋田壽賀子原作(2007、新橋演舞場)※脚色
- 「女ひとり -ミヤコ蝶々物語-」　(2008、大阪松竹座・御園座)
- 劇団青年座＆劇団M.O.P.コラボレーション企画マキノノゾミ三部作「フユヒコ」　(2008、紀伊国屋ホール)
- 音楽劇「探偵〜哀しきチェイサー」 (2009、シアタードラマシティ・紀伊国屋サザンシアター)
- 「晩秋」　(2009、明治座)
- 「新センセイの鞄」　(2010、紀伊國屋サザンシアター・新神戸オリエンタル劇場)
- 「ローマの休日」　(2010、天王洲銀河劇場・シアタードラマシティ)
- 「取り立てや お春　元禄痛快滑稽噺」　(2010、明治座ほか)
- 音楽劇「探偵〜哀しきチェイサー」 (2011、愛知県産業労働センター・紀伊国屋サザンシアターほか)
- 北九州芸術劇場リーディングセッションvol.18「ズビズビ。」　(2011、北九州芸術劇場)
- 音楽劇「お嬢さんお手上げだ」　(2012、紀伊國屋サザンシアター・シアタードラマシティ)
- 「ローマの休日」　(2012、天王洲銀河劇場・シアタードラマシティ)
- ala Collection シリーズvol.5「高き彼物」　(2012、可児市文化創造センター・吉祥寺シアターほか)
- 「十三人の刺客」　(2012、赤坂ACTシアター・新歌舞伎座)
- 音楽劇「探偵〜哀しきチェイサー2　雨だれの挽歌」　(2013、紀伊国屋サザンシアターほか)
- パルコ劇場40周年記念公演「非常の人 何ぞ非常に〜奇譚 平賀源内と杉田玄白〜」　(2013、パルコ劇場　ほか)

### わらび座
- ミュージカル『龍角散Presents・ゴホン！といえば』（2022年、脚本・演出[8]）

## 著書
- 『MOTHER 君わらひたまふことなかれ』（1994年8月、而立書房） ISBN 4-88059-194-7
- 『「東京原子核クラブ」「フユヒコ」マキノノゾミ戯曲集』（1999年6月、小学館）
- 『赤シャツ 殿様と私』而立書房, 2008.11
- 『マキノノゾミ 1 (東京原子核クラブ)』 (ハヤカワ演劇文庫) 2008.7

### ノベライズ
- 『ある日、嵐のように Judgement of Themis』（鈴木哲也ノベライズ、2001年6月、光進社） ISBN 4-87761-061-8
- 『NHK連続テレビ小説 まんてん』（梶本惠美ノベライズ、2002年9月（上）、2002年12月（下）、日本放送出版協会）
- 『浪人街5R』（監修、田中達之ほか：著、2004年5月、ワニブックス）
- 『小説 浪人街』（監修、鈴木哲也：著、2004年5月、宝島社） ISBN 4-7966-4093-2
- 『浪人街外伝』（監修、霞流一、杉江松恋著、2004年6月、宝島社文庫）
- 『真田十勇士』堤幸彦監督, マキノ, 鈴木哲也 脚本, 日笠由紀著. 小学館ジュニア文庫, 2016.9

### 雑誌掲載
- 年間テレビベスト作品（2000年度）「疾風のように」
- 「NILE'S NILE」11月号　〜わが街〜インタビュー(2008)
- 「悲劇喜劇」11月号　マキノノゾミ特集(2008)
- 「シアターガイド」12月号　モーニングデスク　文学座.「殿様と私」インタビュー
- 『Weeklyぴあ』　HALF TIMEに「ナツひとり」インタビュー
- 『LOOK at STAR！』マキノノゾミのインタビュー
- 『Top Stage50号』
- 『内外タイムス（夕刊）』「ピンスポ」コーナー
- 演劇フリーペーパー「Confettei」
- 「シアターガイド」モーニングデスク 劇団M.O.P.「エンジェル・アイズ」インタビュー
- 「せりふの時代」小学館　特集「主役って何だろう」森光子の聞き手
- 悲劇喜劇9「特集・わたしの初演出」
- 演劇ぶっく4月号「セパレートテーブルズ」インタビューほか(2006)
- 御園座友の会会報誌13号 夢園に「妻をめとらば」インタビュー(2006)

### テレビ出演
- 特別番組「パンフレットにはないウラ話集めちゃいましたSP」2022年10月2日11:00-11:30 - AAB（秋田朝日放送・番組製作は秋田市のビジュアルスペース、ディレクターは粟田[9]）